# Муральт, Иоганн фон
Иоганн фон Муральт (нем. Johannes von Muralt; 10 сентября 1780, Шато-де-Гейдельберг — 16 февраля 1850, Санкт-Петербург) — швейцарский пастор и педагог, последователь системы Песталоцци; организовал в Санкт-Петербурге пансион для богатой и знатной молодёжи.

## Биография
Среднее образование получил в Хоэнтаннене и Винтертуре, затем изучал богословие в Цюрихе и Галле. Завершив учёбу, был некоторое время домашним учителем в семье Жермены де Сталь, с 1804 по 1810 год преподавал в школе, основанной Иоганном Песталоцци, и на практике ознакомился с его системой.
В 1810 году был приглашён в Россию для занятия места пастора при реформатской церкви в Санкт-Петербурге. Здесь в ноябре 1811 года в здании церкви он открыл пансион, пользовавшийся большой известностью как благодаря личности основателя, так и благодаря новым для того времени воспитательным приёмам. С 1812 года пансион сделался известным учебным заведением для богатой и знатной молодёжи, в том числе для детей иностранцев. Императрица Мария Фёдоровна поручила Муральту испытать его систему на воспитанницах Сиротского института, но он скоро отказался от этого дела, так как встретил противодействие со стороны директора и учителей института. С 1819 года его пансион размещался в новом здании. С 1836 года управлял пансионом с помощью своего племянника Эдуарда. За свою педагогическую деятельность был удостоен нескольких российских орденов, однако уже в 1830-е годы пансион стал постепенно приходить в упадок и был закрыт в 1837 году; всего за время существования этого заведения из него было выпущено 578 воспитанников.
После закрытия пансиона Муральт остался в России и продолжил распространение педагогических идей Песталоцци. Занимал центральное место в жизни швейцарской общины Санкт-Петербурга, стал одним из учредителей Швейцарского благотворительного общества в 1814 году и немецкоязычной протестантской школы в 1817 году.
Пастор Муральт был похоронен на Волковском лютеранском кладбище. Могила не сохранилась.